# Lița
Lița là một xã thuộc hạt Teleorman, România. Dân số thời điểm năm 2002 là 3263 người.